# La storia di Lady Oscar
La storia di Lady Oscar è un album discografico musicale/audiostoria monografico del gruppo I Cavalieri del Re dedicato all'anime giapponese Lady Oscar, pubblicato nel 1982.

## Tracce
1. 1ª parte – 21:39
2. 2ª parte – 26:04

## Descrizione
L'album consiste in un'audiostoria della serie riadattata da Fioretta Metz, divisa in due tracce uniche su i due lati del disco ed intervallata dai brani de I Cavalieri del Re e di Vito Tommaso. La narrazione era affidata ai doppiatori originali della serie Cinzia De Carolis e Massimo Rossi, mentre la voce del narratore era quella di Gino La Monica, e non di Sergio Matteucci come nella serie televisiva.
Riccardo Zara scrisse per l'occasione quattro brani originali che sono dei veri e propri racconti musicali della storia: Minuetto per la Regina, Canto di Andrè, Complotto a corte e Alle porte della Rivoluzione, alle quali si andarono ad aggiungere la sigla originale Lady Oscar e le versioni strumentali di tutti i brani che fungevano sia da collante per le varie fasi della narrazione che da sottofondo per le parti narrate. Fu coinvolto nel disco anche Vito Tommaso, che scrisse due brani strumentali suonati dalla sua orchestra e da quella di Guido Relly con la supervisione di Anselmo Natalicchio: Inno del Presidente e Buckinghan Palace.
Tutti i brani scritti da Zara, ad eccezione di Complotto a corte, sono stati riproposti nella successiva raccolta del 1983 I Cavalieri del Re.
Nel 1990 l'album è stato ristampato su musicassetta con una copertina diversa.

## Crediti
- Adattamento e sceneggiatura: Fioretta Metz
- Personaggi ed interpreti: Lady Oscar: Cinzia De Carolis, Andrè: Massimo Rossi, Narratore: Gino La Monica
- Montaggio: Claudio Chelli
- Registrazione: CITIEMME Registrazioni Sonore
- Realizzazione discografica: Anselmo Natalicchio

## Canzoni
- Lady Oscar, Minuetto per la Regina, Canto di Andrè, Complotto a corte e Alle porte della Rivoluzione, scritte e composte da Riccardo Zara ed eseguite da I Cavalieri del Re.
- Inno del Presidente e Buckinghan Palace scritte e composte da Vito Tommaso ed eseguiti dalle orchestre di Guido Relly e Vito Tommaso.

## Formazione
Per i brani: Lady Oscar, Minuetto per la Regina, Canto di Andrè, Complotto a corte e Alle porte della Rivoluzione:
- Riccardo Zara: arrangiamenti, tastiere, pianoforte chitarre, basso
- I Cavalieri del Re: voci e cori
- Walter Scebran: batteria
- Mario Macchio: primo violino
- Franco Casetta: secondo violino
- Gilberto Manenti: violoncello
- Ivo Pieri: viola